# Ichneumon nigrotergus
Ichneumon nigrotergus är en stekelart som beskrevs av Davis 1898. Ichneumon nigrotergus ingår i släktet Ichneumon och familjen brokparasitsteklar. Inga underarter finns listade i Catalogue of Life.